# Alcedo semitorquata
El martín pescador cobalto (Alcedo semitorquata) es una especie de ave coraciforme de la familia Alcedinidae que vive en el África subsahariana.

## Distribución y hábitat
Es una especie casi exclusivamente piscívora por lo que siempre está cerca del agua. Se puede encontrar en las costas y alrededor de las grandes masas de agua del África austral y oriental.